# Тварожнянський потік
Тварожнянський потік  (словац. Tvarožniansky potok) — річка в Словаччині, ліва притока Любіци, протікає в окрузі Кежмарок.
Довжина — 13.2-13.9 км. Витік знаходиться в масиві Левоцькі гори (частина Левоцькі полонини) на висоті близько 820 метрів. Протікає територією сіл Влковце; Тварожна і Любіца.
Впадає в Любіцу на висоті приблизно 622 метри.
Притоки
- праві
  - Бистрий потік
- ліві
  - безіменний